# 函嶺洞門

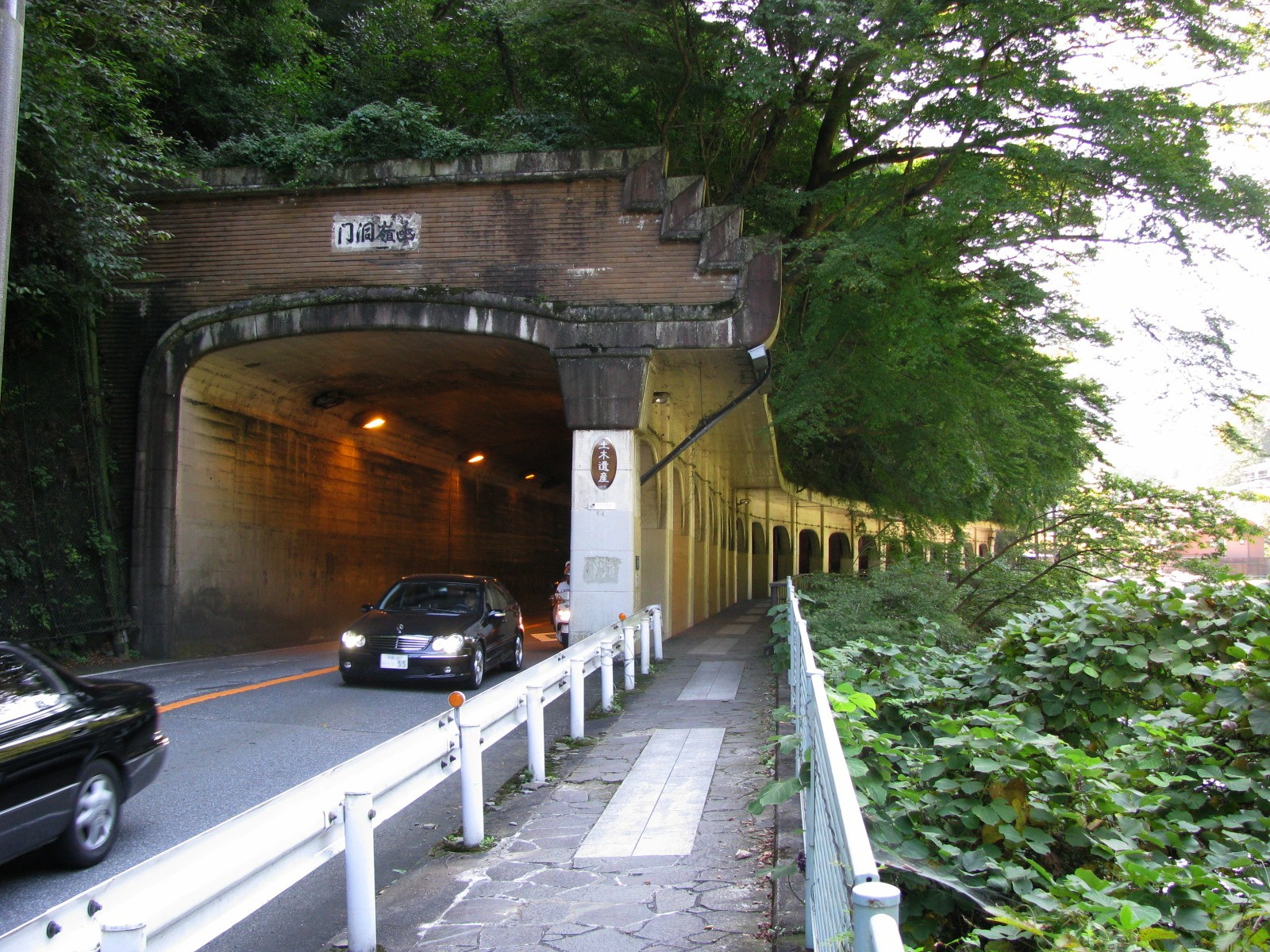
函嶺洞門（2009年撮影）

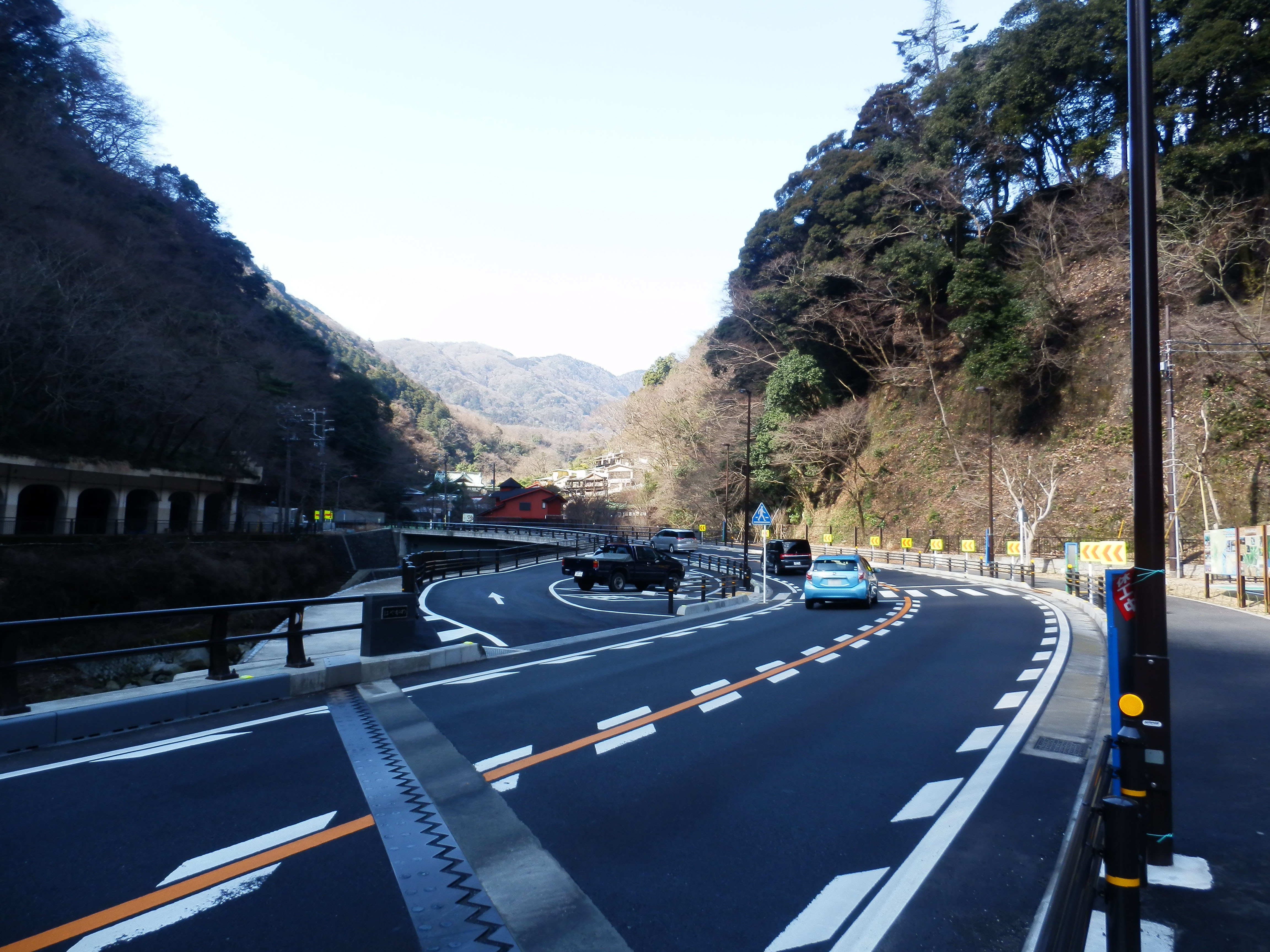
函嶺洞門バイパス（2015年撮影）

函嶺洞門（かんれいどうもん）は、神奈川県足柄下郡箱根町湯本にある洞門。箱根国道（国道1号）に位置したが洞門を迂回する函嶺洞門バイパスが整備されたため2014年に通行禁止となった。

## 概要
函嶺洞門は長さ100.9m、幅員6.3mのRC構造、スノーシェッド形式の洞門（落石防護施設）である。
国道1号の箱根町塔ノ沢地区では大正末期から昭和初期にかけて湯坂山の斜面からの数回落石事故があり死亡事故も発生したことから落石防止柵が設置された。しかし、冬季に湯坂山山腹は凍結して大石の落下があったため1931年（昭和6年）に函嶺洞門が建設された。
東京箱根間往復大学駅伝競走（箱根駅伝）のコース上にあることでも知られた。
しかし、2005年（平成17年）に台風で洞門の坑口付近で崩落が発生し通行止めになった。また従来から洞門内車道幅員も5.8mと狭く、大型バスのすれ違いが困難で、慢性的な渋滞が発生することも問題になっていた。そのため2007年（平成19年）から早川に「函嶺もみじ橋（小田原側）」・「函嶺さくら橋（芦ノ湖側）」と命名された橋の建設を含めた洞門迂回バイパスの建設工事が始まり、2014年2月7日をもって函嶺洞門は供用を終了、通行禁止となりフェンスが設置された。
2024年1月には箱根駅伝100回を記念して、閉鎖以来初めて一般公開がされた。

## 文化財
函嶺洞門のデザインは箱根を訪れる欧米人を意識して中国の王宮をイメージしている。
2005年に旭橋や千歳橋とともに「箱根地区国道1号の橋梁・洞門」として平成17年度土木学会選奨土木遺産に登録された。2015年に国の重要文化財に指定。
2020年5月、スプレーによる落書きが28カ所に発見され小田原警察署が器物損壊や文化財保護法違反の疑いで調べている。